# Antoni Martí
Antoni Martí Petit (Escaldes-Engordany, 30 luglio 1963 – Escaldes-Engordany, 6 novembre 2023) è stato un politico andorrano.

## Biografia
Membro e fondatore dei Democratici per Andorra, dopo una militanza parlamentare durata dal 1994, si impegnò per la creazione di un'ampia coalizione di opposizione al governo socialdemocratico andato al potere nel 2009.
Sconfitta la precedente maggioranza, nel mese di maggio del 2011 venne nominato capo del governo di Andorra.
Antoni Martí è morto nel 2023 a 60 anni, per un arresto cardiaco.

## Vita privata
Era sposato e aveva 3 figli.